# Polystichum hillebrandii
Polystichum hillebrandii là một loài dương xỉ trong họ Dryopteridaceae. Loài này được Carruth. mô tả khoa học đầu tiên.

## Hình ảnh

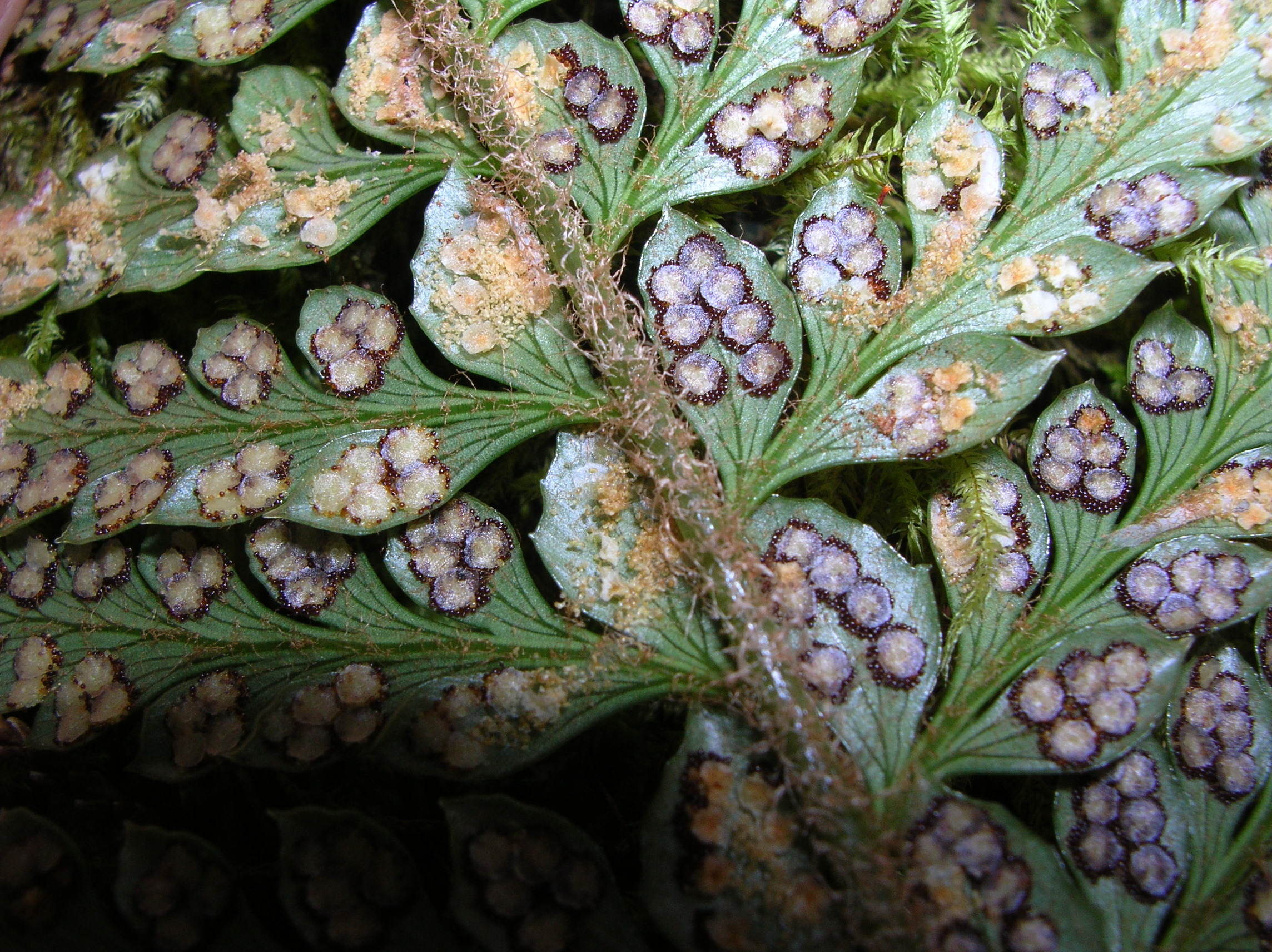